# هوخلایتن
هوخلایتن (به آلمانی: Hochleithen) یک منطقهٔ مسکونی در اتریش است که در ناحیه میستلباخ واقع شده‌است. هوخلایتن ۱٬۰۸۴ نفر جمعیت دارد.